# Lacul Ziesel

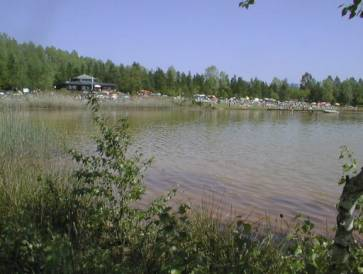
Zieselsmaar

Lacul Ziesel sau „Zieselsmaar” este un lac format pe locul unde s-au escavat cărbuni în trecut, azi fiind situat pe teritoriul ce aparține de Parcul natural Rheinland. Lacul se află la vest de Köln, în apropiere de orașele Hürth, Erftstadt și Kerpen din districtul Rhein-Erft, Germania.

## Așezare
Lacul este în apropiere de Autostrada-1, locul de parcare „Ville“, în direcția  „Hürth-Knapsack“ situat pe șoseaua  L 495 Knapsack – Gymnich.

## Utilizare
Toată regiunea lacului este dată în folosința clubului de nudiști „Familiensportbund Erftland Ville e.V.“ În afară de ștrandul nudiștilor se află un loc amenajat pentru copii și pentru sporturile de apă. Din cauza sărurilor dizolvate în apa lacului, acesta are o culoare roșie portocalie, nefiind adecvat pentru scafandri din cauza vizibilității reduse.